# شیوند
شیوند، روستایی در بخش قارون شهرستان دزپارت، خوزستان است که در منطقه حفاظت‌شده شالو و منگشت واقع شده‌است. این روستا از شرق به کارون می‌رسد و راه دسترسی به آن فقط از طریق بارج(لندی‌گراف) است. 
آبشار شیوند که از جاذبه‌های گردشگری استان خوزستان است در فاصلهٔ ۴ کیلومتری این روستا قرار دارد.
مردم این روستا از قوم لر، ایل بختیاری، شاخه هفت‌لنگ، دینارانی باب و طایفه اورک هستند.
این روستا دارای باغات زیبای انار، انجیر، گردو، انگور و...  است و اقتصاد مردم روستا به صنعت توریسم و فروش محصولات کشاورزی وابسته است. 
سوغات این روستا میوه‌های انار، انجیر، گردو، انگور و محصولاتی همچون رب انار، مویز، برنج است.

## نگارخانه

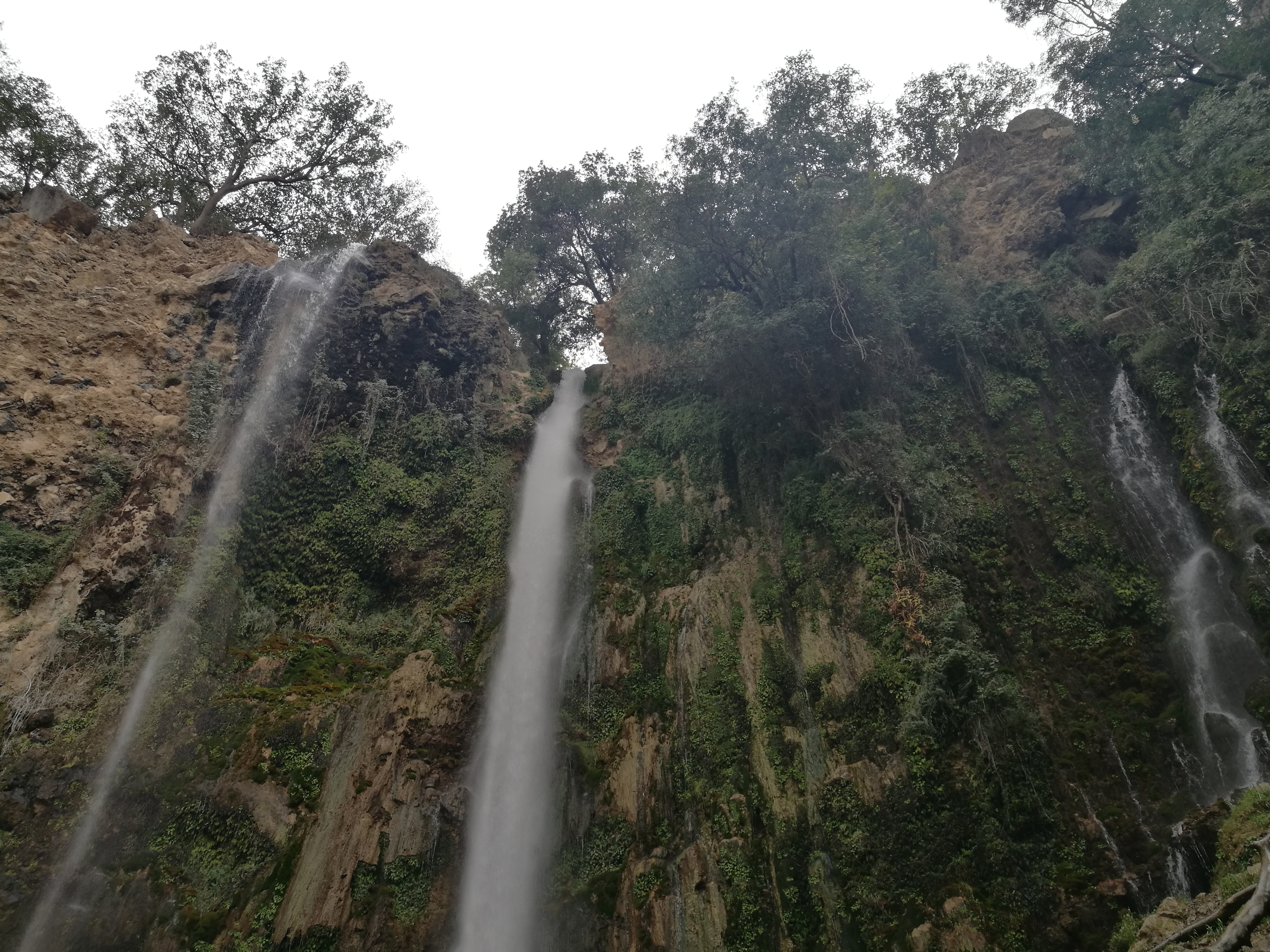
آبشار شیوند
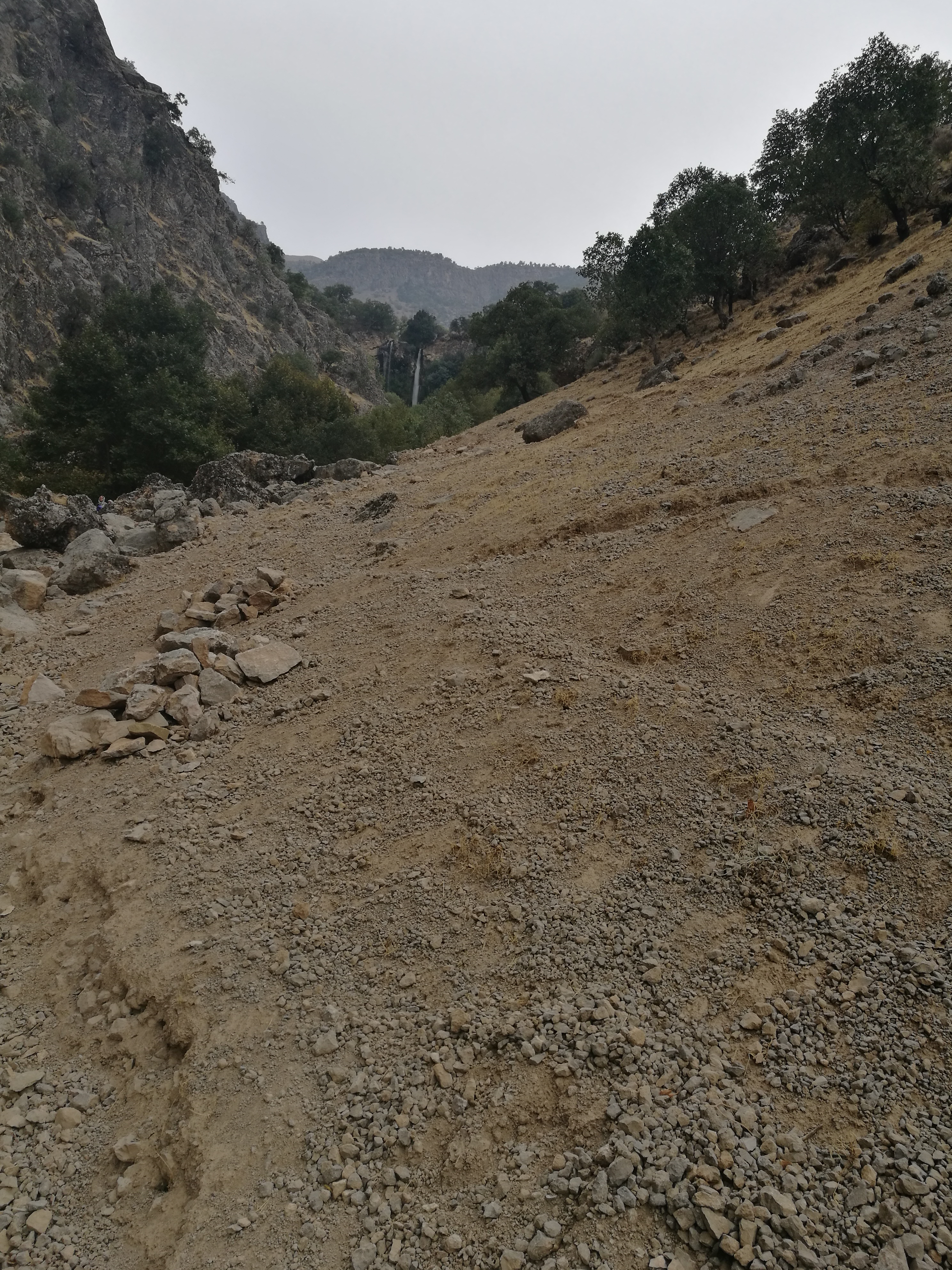
آبشار شیوند از نمای دور
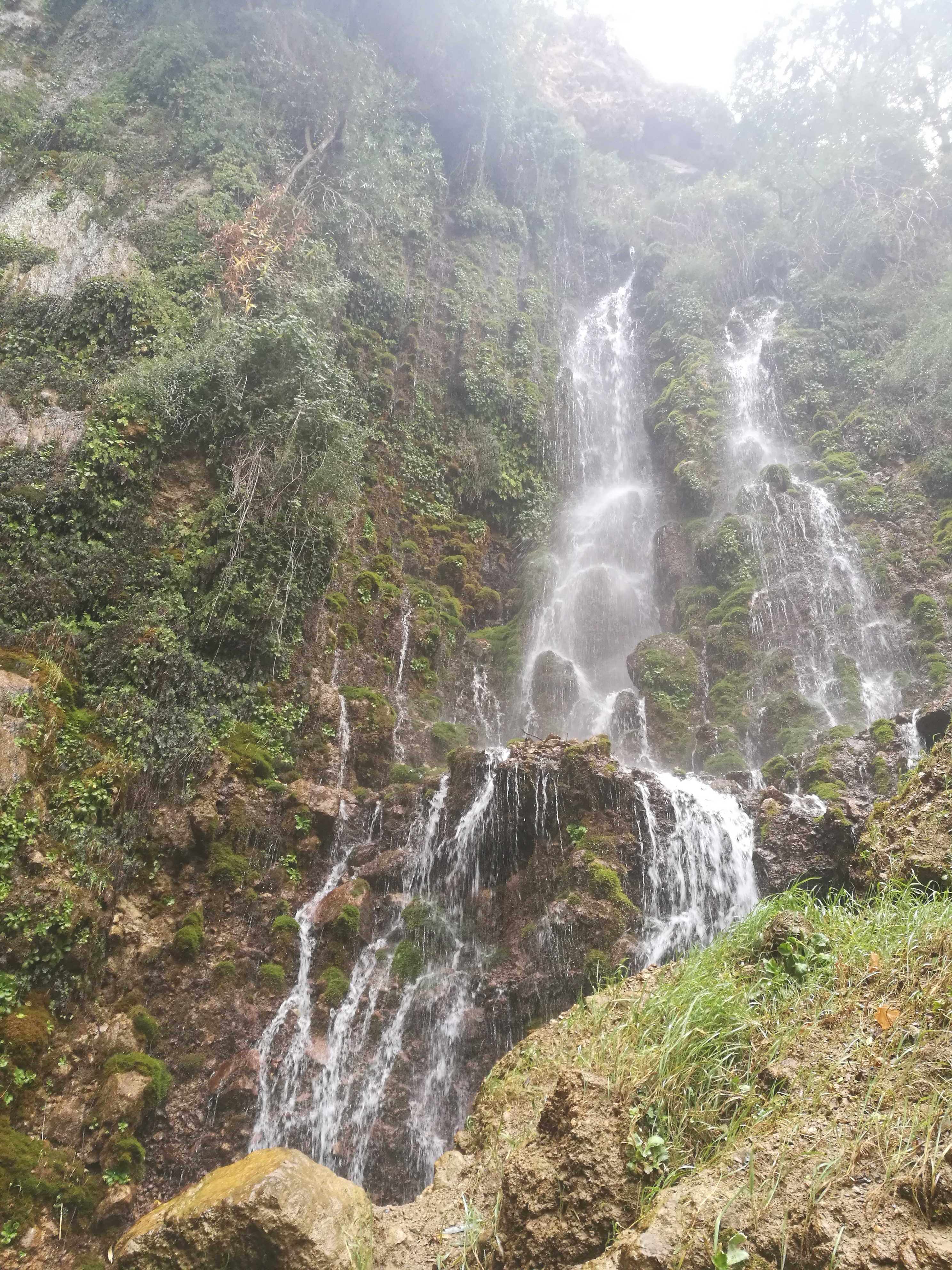
انشعابات فرعی آبشار شیوند
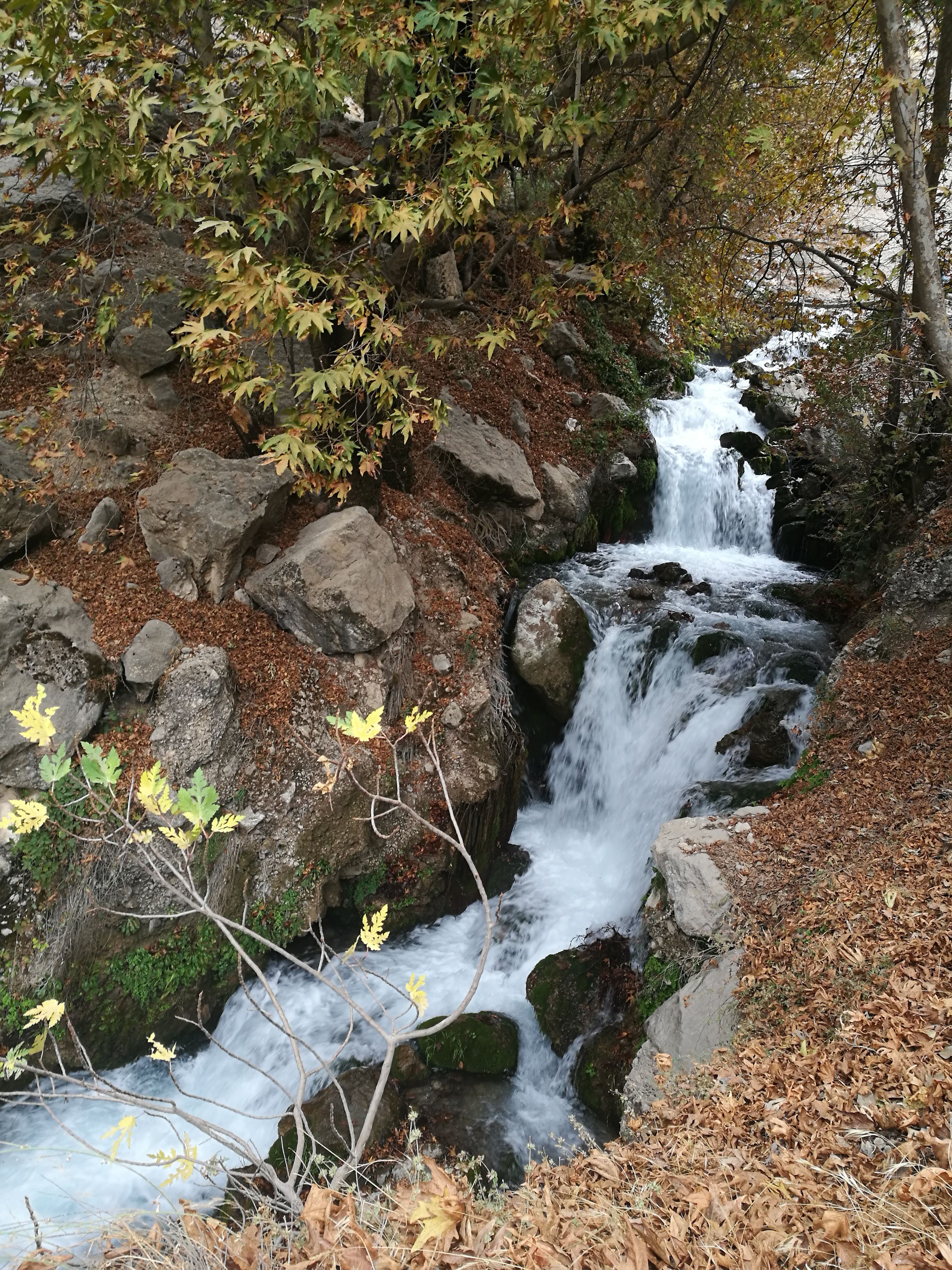
آب آبشار پس از سقوط با طی کردن مسیر کوهستانی به روستا می‌رسد.
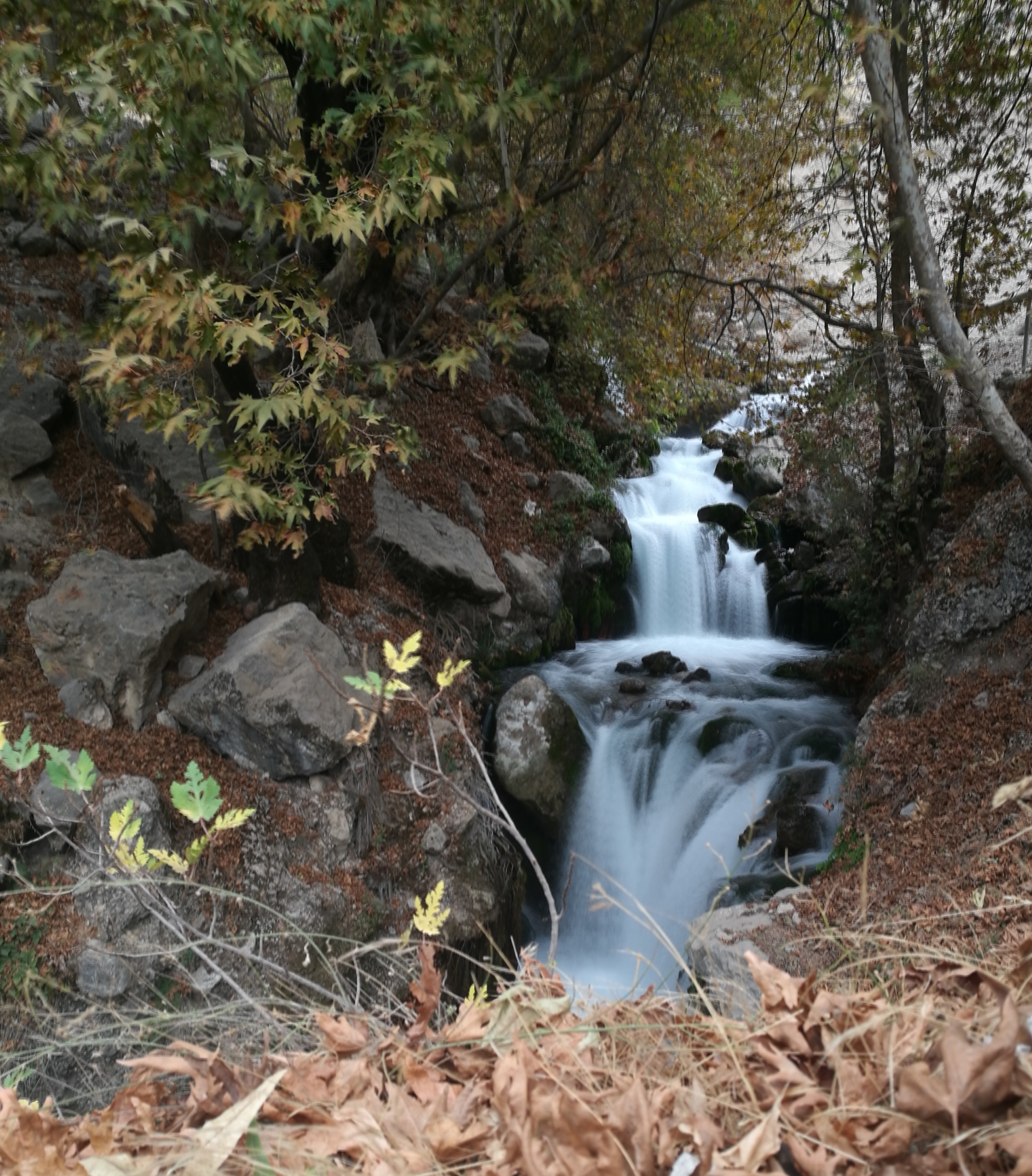
نمایی از مسیر آب تا رسیدن به روستا
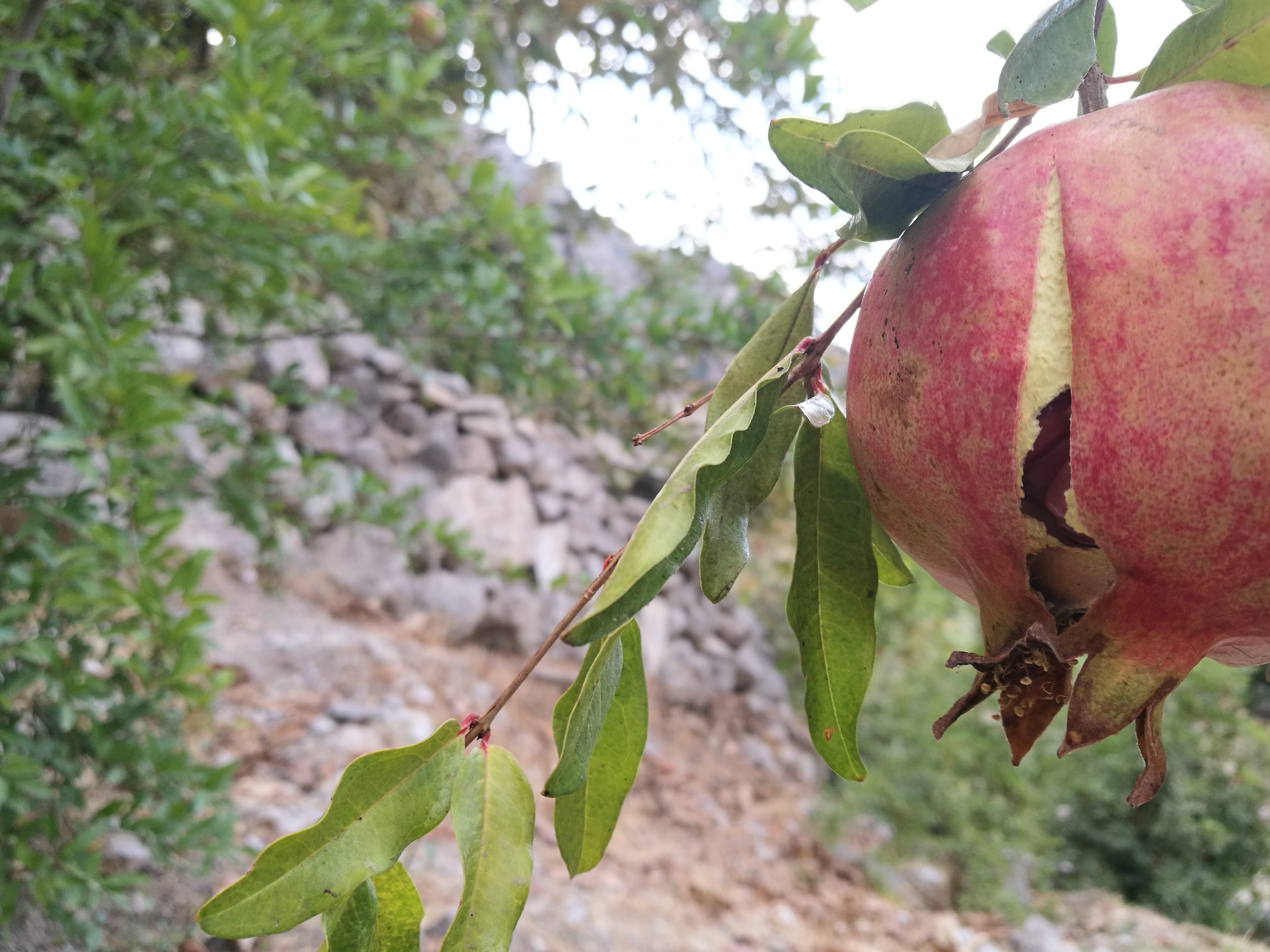
باغ‌های انار روستا را احاطه کرده‌اند و این میوه اصلی‌ترین رهاورد این روستا است.
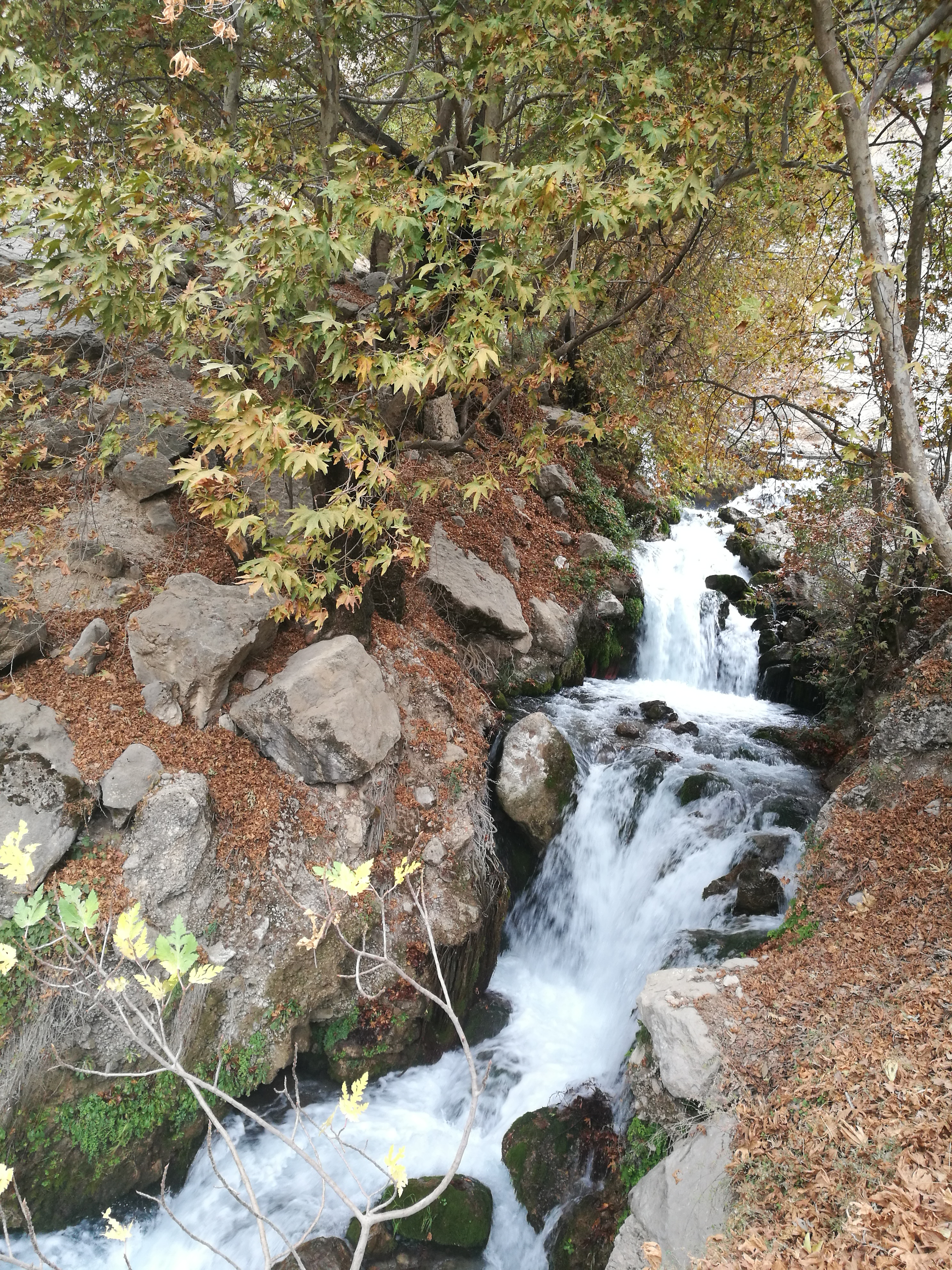
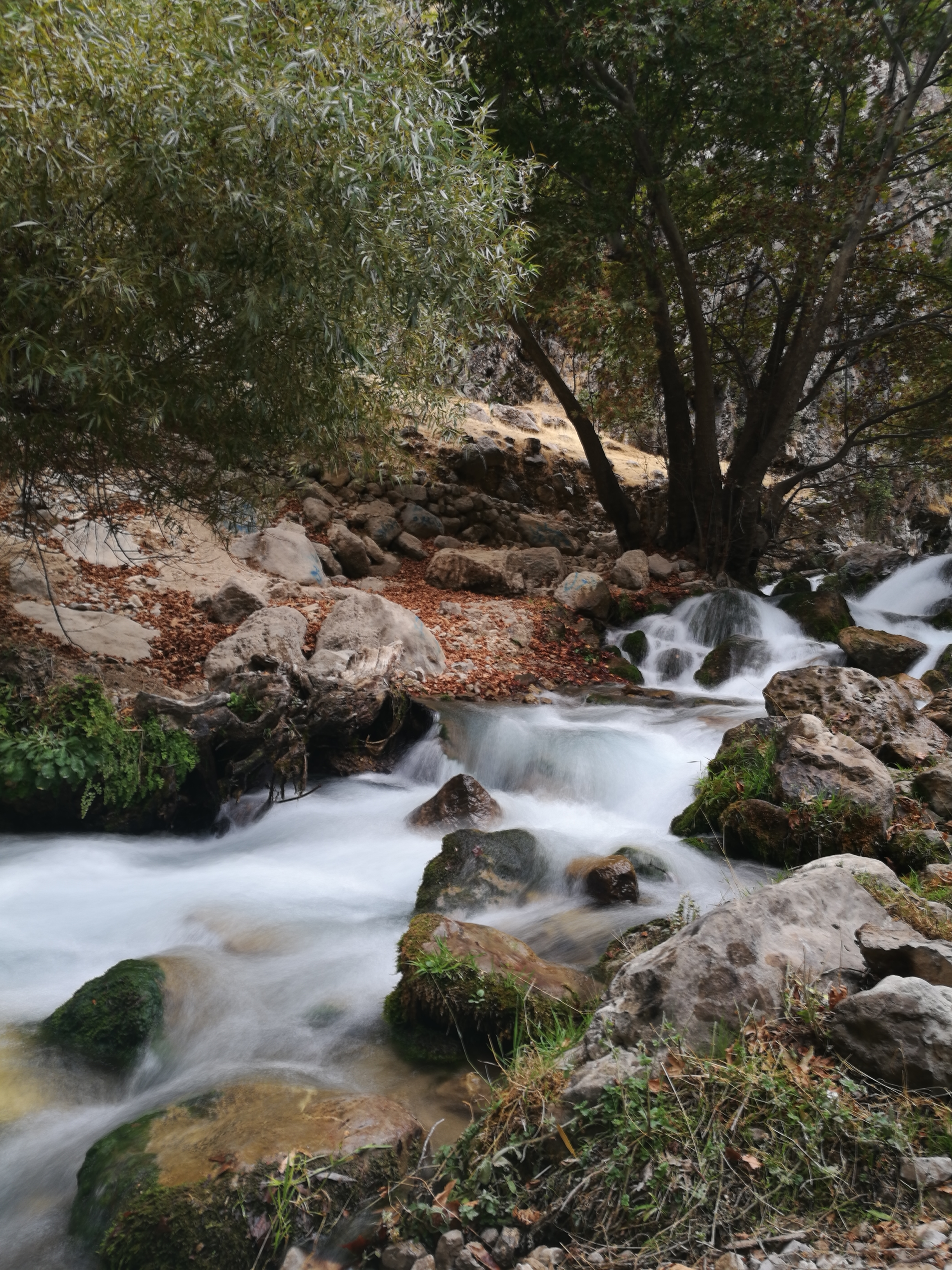
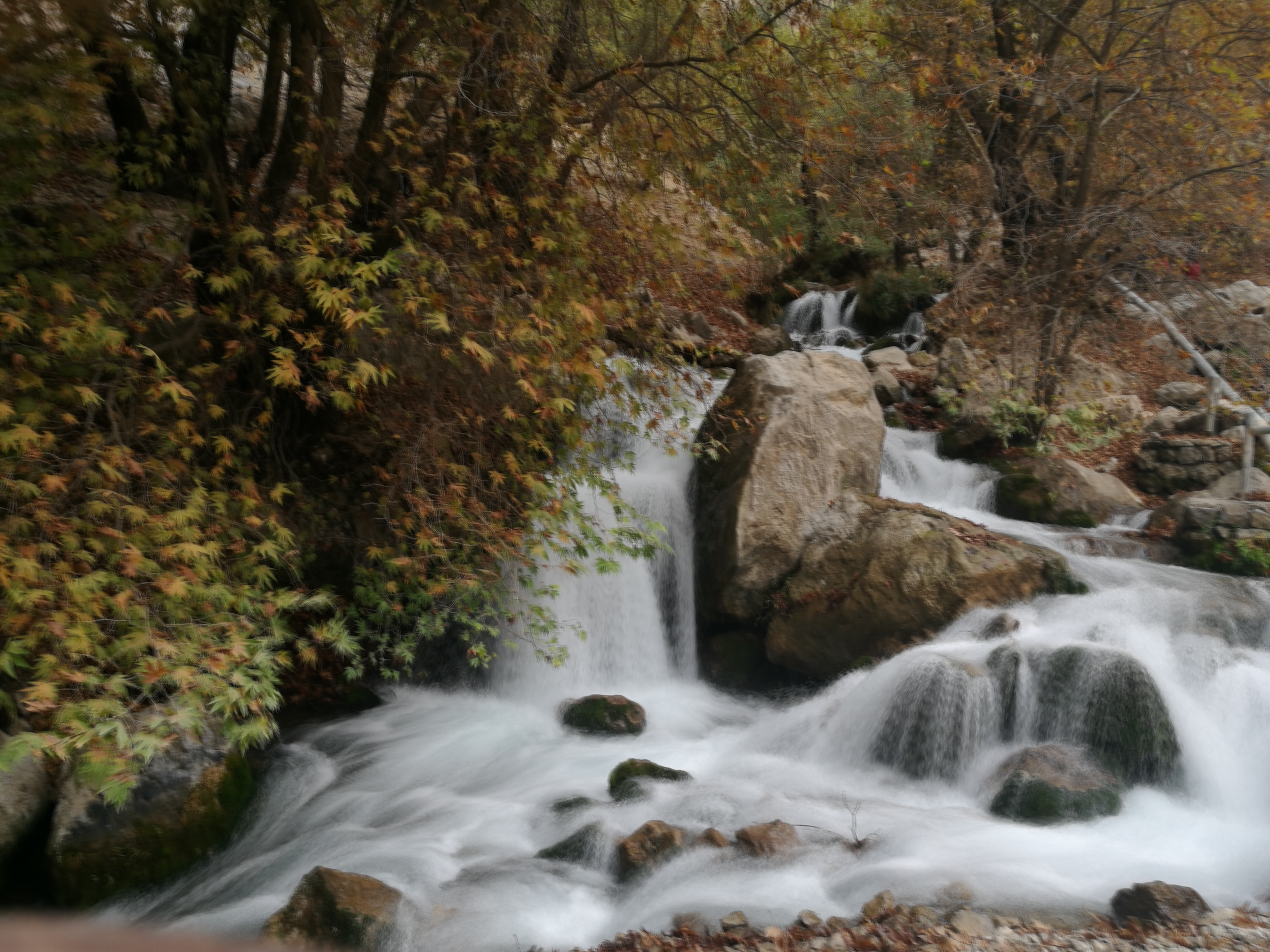
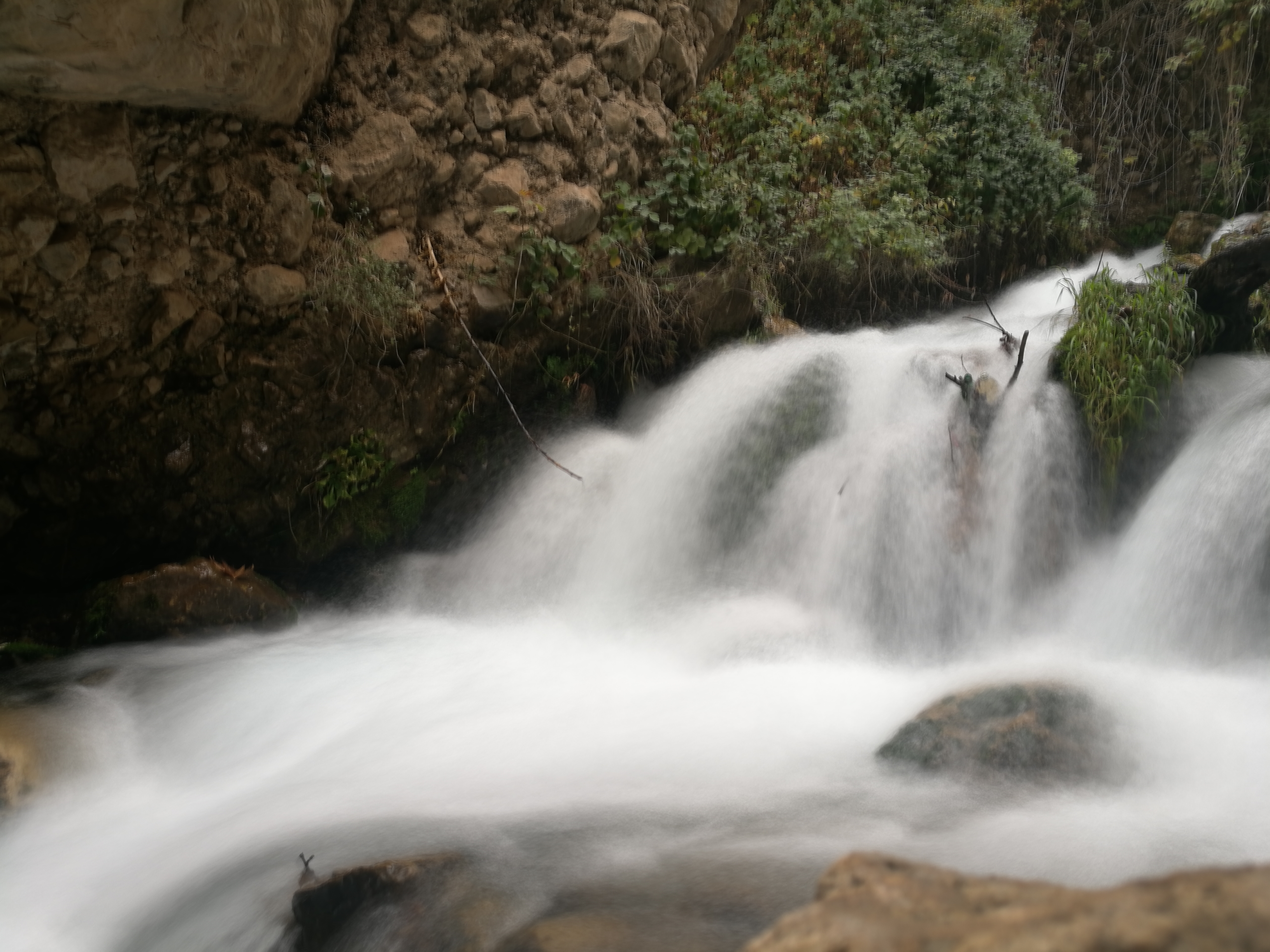